# 7933 Магрітт
7933 Магрітт (7933 Magritte) — астероїд головного поясу, відкритий 3 квітня 1989 року.
Тіссеранів параметр щодо Юпітера — 3,560.